# Ремпанг
Ремпанг  — острів, розташований в 2,5 км на південний схід від Батаму, площею 165,83 км², що належить до групи трьох островів Бареланг (абревіатура Батам-Ремпанг-Галанг). Входить до Архіпелагу Ріау, на островах Ріау Індонезії, на півдні від Батаму і на північ від Галангу. 

## Історія
Острів був незаселений на початку XX століття. У жовтні 1945 року на ньому був побудований табір для полонених японських солдат з гарнізонів Малайзії та Сінгапуру. Японців примушували самим розчищати ліс для побудови бараків. Усього в таборі було до 59 тисяч людей або, за іншими даними - до 200 тисяч. Приблизно 20% з них захворіли на малярію, дизентерію чи бері-бері. У таборі була нестача їжі та одягу. Японські солдати підозрювали, що це була свідома політика британців. Втім надалі силами самих полонених були засіяні поля, які дали такий багатий врожай, що при евакуації японців у кінці 1946 року виникла проблема його зібрати.

## Сучасність
У 1998 році Ремпанг з'єднано мостами з іншими островами архіпелагу, зокрема Батамом і Галангом.
У 2014 році розроблено стратегію побудови нового міста на Ремпангу.